# 余学清
余学清，中山大学肾脏研究所所长，肾脏病学专家。2011年度中国教育部长江学者特聘教授，余学清曾任国际腹膜透析学会主席，现为国际肾脏病学会常务理事、亚太肾脏病学会候任主席，还担任《中华肾脏病杂志》等杂志主编。